# Харазия, Хасан Лагустанович
Хасан Лагустанович Харазия (абх. Ҳасан Ҳаразиа; 14 января 1908, с. Мерхеули Сухумского округа Кутаисская губерния, Российская империя — 21 марта 1990, Раменское, Московская область, СССР) — советский военачальник, участник Великой Отечественной войны. Гвардии генерал-лейтенант (1960).

## Биография
Родился 14 января 1908 года в Абхазии, в селе Мерхеули. Из крестьян. Абхаз. Член ВКП(б). Окончил сельскую школу и неполный курс Сухумского реального училища. В конце 1920-х годов вернулся из Сухума в родное село и поступил на службу в милицию.

### Довоенная служба
На военной службе с 1929 года. С 1929 по 1932 год — курсант Северо-Кавказской кавалерийской школы горских национальностей в городе Краснодаре. По окончании школы — краском. Проходит службу в 69-м кавалерийском Уманском Краснознамённом полку 12-й кавалерийской дивизии Северо-Кавказского военного округа в должности командира пулемётного взвода полковой школы. С января по апрель 1935 года — слушатель Курсов «Выстрел». По окончании курсов продолжает службу в том же полку в должности командира пулемётного эскадрона, с сентября 1937 года — начальника полковой школы, в ноябре 1937 года  — помощника командира полка. С ноября 1937 года по сентябрь 1940 года — слушатель Военной академии имени М.В. Фрунзе (капитан). С 6 октября 1939 года и во время начала Великой Отечественной — начальник штаба 112-го горнокавалерийского полка в Намангане.

### Великая Отечественная война
На фронтах Великой Отечественной войны с 22 июля 1941 года. В первом бою участвовал принял 2 августа 1941 года в Смоленской области. 3 — 4 августа, 8 августа — 2 сентября 1941 года — Врио командира 112-го горнокавалерийского полка, с 2 по 15 сентября 1941 года — начальник штаба, с 5 сентября 1941 года по 2 января 1942 года — командир 112-го горнокавалерийского полка (майор).
С 2 января по 25 мая 1942 года — заместитель командира 21-й горнокавалерийской дивизии 8-го кавалерийского корпуса, одновременно с 2 января по 14 марта 1942 года — Исполняющий обязанности командира корпуса (подполковник). В мае 1942 года был направлен в Ташкент для учёбы на Курсах при Высшей военной академии имени К.Е. Ворошилова.
По окончании курсов, с 18 ноября по 26 декабря 1942 года — командир 4-й гвардейской механизированной бригады 2-го гвардейского механизированного корпуса 2-й гвардейской армии. Корпус участвует в боях в составе войск Донского фронта. Выбыл по причине тяжёлого ранения, полученного в ходе авиаудара. С декабря 1942 года по июль 1943 года — находится на излечении в госпиталях. По окончании лечения, с июля 1943 года по январь 1944 года —  командир 10-й гвардейской воздушно-десантной бригады.  С января 1944 года — командир 301-го гвардейского стрелкового полка 100-й гвардейской стрелковой Свирской Краснознамённой дивизии 37-го гвардейского Свирского Краснознамённого корпуса. Со второй половины 1944 года по 9 мая 1945 года —  заместитель командира 100-й гвардейской стрелковой Свирской Краснознамённой дивизии. Принимает участие в боях по освобождению Венгрии, Австрии и Чехословакии.

### После войны
С марта по июнь 1946 года командовал 100-й гвардейской воздушно-десантной дивизией. С 1950 по 1952 год — слушатель Высшей военной академии имени К. Е. Ворошилова. С августа 1952 по июнь 1954 года командовал 39-й гвардейской стрелковой дивизией 8-й гвардейской армии (ГСВГ). С июня 1954 года — командир 28-го гвардейского стрелкового корпуса. С июня 1956 по сентябрь 1962 года — первый заместитель командующего 3-й гвардейской механизированной армией (в апреле 1957 года преобразована в 18-ю гвардейскую армию). С 1962 по 1969 год — заместитель командующего войсками Уральского военного округа (генерал-лейтенант).
В отставке с июля 1969 года, проживал в городе Раменское Московской области. Был председателем Совета ветеранов 100-й гвардейской стрелковой Свирской Краснознамённой дивизии. 
Почётный гражданин городов: Сухум (Абхазия), Олонец (Республика Карелия), Раменское (Московская область).
Скончался 21 марта 1990 года. Похоронен в столице Абхазии городе Сухум, в сквере у Абхазской государственной филармонии.

## Награды
- Орден Ленина,
- Четыре ордена Красного Знамени (1.1942, 18.04.1945),
- Орден Суворова 3-й степени (23.07.1944),
- Два ордена Отечественной войны 1-й степени (6.04.1985),
- Орден Красной Звезды,
- Медали СССР,
- Иностранные ордена и медали.

## Образование
- Северо-Кавказская кавалерийская школа горских национальностей (1932);
- Курсы «Выстрел» (1935);
- Военная академия имени М.В. Фрунзе (1940);
- Курсы при Высшей военной академии имени К.Е. Ворошилова (1942);
- Высшая военная академия имени К.Е. Ворошилова (1952).

## Память
- Памятник Х.Г. Харазия в Сухуми. Открыт 18 декабря 2009 года.
- Имя Х.Г. Харазия носит сквер в Раменском[2].
- Международный союз десантников учредил медаль «Генерал-лейтенант Х.Л. Харазия».

## Сочинение
- Харазия Х. Л. "Дорогами мужества" — М.: Воениздат, 1984, — 176 с., 10 л, ил. — (Военные мемуары). / Литературная запись Н. В. Ивановой. // Тираж 65 000 экз.